# Peniocereus hirschtianus
Peniocereus hirschtianus là một loài thực vật có hoa trong họ Cactaceae. Loài này được (K. Schum.) D.R. Hunt mô tả khoa học đầu tiên năm 1991.